# Björn Rädel
Björn Rädel (* 23. Januar 1974 in Hamburg) ist ein deutscher Fußballtrainer.
Rädels eigene Spielerkarriere verlief im Hamburger Amateurbereich. Er absolvierte ein Lehramtsstudium mit der Fächerkombination Sport und Geschichte.
Björn Rädel absolvierte in der Saison 2012/2013 beim Deutschen-Fußball-Bund seine Ausbildung zum Fußballlehrer und gehört damit zum 59. Ausbildungsjahrgang des DFB.
Zwischen 2007 und 2009 arbeitet Rädel als Auswahltrainer beim Hamburger Fußball-Verband, wo er bereits vorher als Stützpunkttrainer in Steilshoop tätig war. Im Sommer 2009 gewann er mit seinem 1995er-Auswahljahrgang beim DFB-U-15-Junioren-Lager in Bad Blankenburg. Danach wechselte er in die Nachwuchsabteilung des Hamburger SV, wo er den Jahrgang 1998 übernahm.
Seit dem Dezember 2009 ist Björn Rädel beim Schleswig-Holsteinischen Fußball-Verband als DFB-Stützpunktkoordinator für die zehn DFB-Stützpunkten in Schleswig-Holstein und die drei Standorte des SHFV zuständig.
Der Fußballlehrer Björn Rädel ist seit August 2016 Verbandssportlehrer im Schleswig-Holsteinischen Fußball-Verband und ist damit zuständig für die Trainerausbildung und Qualifizierung und die Sportliche Leitung in der Sportschule Malente (Uwe Seeler-Sportpark).
Gleichzeitig begann Björn Rädel im Sommer 2016 als Co-Trainer seines Vorgängers Michael Prus bei den DFB-U16-Junioren. Im Sommer 2017 rotierte das Trainerteam in den nächsthöheren Jahrgang. Seit Sommer 2017 ist Björn Rädel damit als Co-Trainer der DFB-U17-Junioren tätig.